# USS John E. Kilmer (DDG-134)
«Пол Кілмер» (англ. USS John E. Kilmer (DDG-134)) — ескадрений міноносець КРО типу «Арлі Берк» ВМС США, серії III.

## Історія створення
Ескадрений міноносець «Пол Кілмер» був замовлений 27 вересня 2018 року. Це 84-й корабель даного типу.
Свою назву отримав на честь моряка Пола Кілмера (англ. John Edward Kilmer), який загинув у 1952 році під час Корейської війни і був посмертно нагороджений Медаллю Пошани.
Про присвоєння назви 18 листопада 2019 року оголосив Міністр військово-морських сил США Річард Спенсер]